# Liste des municipalités de l'État du Rio Grande do Sul
L'État du Rio Grande do Sul, au Brésil compte 497 municipalités (municípios en portugais).

## Municipalités

### A/B
- Aceguá
- Água Santa
- Agudo
- Ajuricaba
- Alecrim
- Alegrete
- Alegria
- Almirante Tamandaré do Sul
- Alpestre
- Alto Alegre
- Alto Feliz
- Alvorada
- Amaral Ferrador
- Ametista do Sul
- André da Rocha
- Anta Gorda
- Antônio Prado
- Arambaré
- Araricá
- Aratiba
- Arroio do Meio
- Arroio do Sal
- Arroio do Padre
- Arroio dos Ratos
- Arroio do Tigre
- Arroio Grande
- Arvorezinha
- Augusto Pestana
- Áurea

- Bagé
- Balneário Pinhal
- Barão
- Barão de Cotegipe
- Barão do Triunfo
- Barracão
- Barra do Guarita
- Barra do Quaraí
- Barra do Ribeiro
- Barra do Rio Azul
- Barra Funda
- Barros Cassal
- Benjamin Constant do Sul
- Bento Gonçalves
- Boa Vista das Missões
- Boa Vista do Buricá
- Boa Vista do Cadeado
- Boa Vista do Incra
- Boa Vista do Sul
- Bom Jesus
- Bom Princípio
- Bom Progresso
- Bom Retiro do Sul
- Boqueirão do Leão
- Bossoroca
- Bozano
- Braga
- Brochier
- Butiá

### C/F
- Caçapava do Sul
- Cacequi
- Cachoeira do Sul
- Cachoeirinha
- Cacique Doble
- Caibaté
- Caiçara
- Camaquã
- Camargo
- Cambará do Sul
- Campestre da Serra
- Campina das Missões
- Campinas do Sul
- Campo Bom
- Campo Novo
- Campos Borges
- Candelária
- Cândido Godói
- Candiota
- Canela
- Canguçu
- Canoas
- Canudos do Vale
- Capão Bonito do Sul
- Capão da Canoa
- Capão do Cipó
- Capão do Leão
- Capivari do Sul
- Capela de Santana
- Capitão
- Carazinho
- Caraá
- Carlos Barbosa
- Carlos Gomes
- Casca
- Caseiros
- Catuípe
- Caxias do Sul
- Centenário
- Cerrito
- Cerro Branco
- Cerro Grande
- Cerro Grande do Sul
- Cerro Largo
- Chapada
- Charqueadas
- Charrua
- Chiapetta
- Chuí
- Chuvisca
- Cidreira
- Ciríaco
- Colinas
- Colorado
- Condor
- Constantina
- Coqueiro Baixo
- Coqueiros do Sul
- Coronel Barros
- Coronel Bicaco
- Coronel Pilar
- Cotiporã
- Coxilha
- Crissiumal
- Cristal
- Cristal do Sul
- Cruz Alta
- Cruzaltense
- Cruzeiro do Sul

- David Canabarro
- Derrubadas
- Dezesseis de Novembro
- Dilermando de Aguiar
- Dois Irmãos
- Dois Irmãos das Missões
- Dois Lajeados
- Dom Feliciano
- Dom Pedro de Alcântara
- Dom Pedrito
- Dona Francisca
- Doutor Maurício Cardoso
- Doutor Ricardo

- Eldorado do Sul
- Encantado
- Encruzilhada do Sul
- Engenho Velho
- Entre-Ijuís
- Entre Rios do Sul
- Erebango
- Erechim
- Ernestina
- Erval Grande
- Erval Seco
- Esmeralda
- Esperança do Sul
- Espumoso
- Estação
- Estância Velha
- Esteio
- Estrela
- Estrela Velha
- Eugênio de Castro

- Fagundes Varela
- Farroupilha
- Faxinal do Soturno
- Faxinalzinho
- Fazenda Vilanova
- Feliz
- Flores da Cunha
- Floriano Peixoto
- Fontoura Xavier
- Formigueiro
- Forquetinha
- Fortaleza dos Valos
- Frederico Westphalen

### G/M
- Garibaldi
- Garruchos
- Gaurama
- General Câmara
- Gentil
- Getúlio Vargas
- Giruá
- Glorinha
- Gramado
- Gramado dos Loureiros
- Gramado Xavier
- Gravataí
- Guabiju
- Guaíba
- Guaporé
- Guarani das Missões

- Harmonia
- Herval
- Herveiras
- Horizontina
- Hulha Negra
- Humaitá

- Ibarama
- Ibiaçá
- Ibiraiaras
- Ibirapuitã
- Ibirubá
- Igrejinha
- Ijuí
- Ilópolis
- Imbé
- Imigrante
- Independência
- Inhacorá
- Ipê
- Ipiranga do Sul
- Iraí
- Itaara
- Itacurubi
- Itapuca
- Itaqui
- Itati
- Itatiba do Sul
- Ivorá
- Ivoti

- Jaboticaba
- Jacuizinho
- Jacutinga
- Jaguarão
- Jaguari
- Jaquirana
- Jari
- Jóia
- Júlio de Castilhos

- Lagoa Bonita do Sul
- Lagoão
- Lagoa dos Três Cantos
- Lagoa Vermelha
- Lajeado
- Lajeado do Bugre
- Lavras do Sul
- Liberato Salzano
- Lindolfo Collor
- Linha Nova

- Maçambara
- Machadinho
- Mampituba
- Manoel Viana
- Maquiné
- Maratá
- Marau
- Marcelino Ramos
- Mariana Pimentel
- Mariano Moro
- Marques de Souza
- Mata
- Mato Castelhano
- Mato Leitão
- Mato Queimado
- Maximiliano de Almeida
- Minas do Leão
- Miraguaí
- Montauri
- Monte Alegre dos Campos
- Monte Belo do Sul
- Montenegro
- Mormaço
- Morrinhos do Sul
- Morro Redondo
- Morro Reuter
- Mostardas
- Muçum
- Muitos Capões
- Muliterno

### N/R
- Não-Me-Toque
- Nicolau Vergueiro
- Nonoai
- Nova Alvorada
- Nova Araçá
- Novo Barreiro
- Nova Bassano
- Nova Boa Vista
- Nova Bréscia
- Nova Candelária
- Nova Esperança do Sul
- Nova Hartz
- Nova Pádua
- Nova Palma
- Nova Petrópolis
- Nova Prata
- Nova Ramada
- Nova Roma do Sul
- Nova Santa Rita
- Novo Cabrais
- Novo Hamburgo
- Novo Machado
- Novo Tiradentes
- Novo Xingu

- Osório

- Paim Filho
- Palmares do Sul
- Palmeira das Missões
- Palmitinho
- Panambi
- Pantano Grande
- Paraí
- Paraíso do Sul
- Pareci Novo
- Parobé
- Passa Sete
- Passo do Sobrado
- Passo Fundo
- Paulo Bento
- Paverama
- Pedras Altas
- Pedro Osório
- Pejuçara
- Pelotas
- Picada Café
- Pinhal
- Pinhal da Serra
- Pinhal Grande
- Pinheirinho do Vale
- Pinheiro Machado
- Pinto Bandeira
- Pirapó
- Piratini
- Planalto
- Poço das Antas
- Pontão
- Ponte Preta
- Portão
- Porto Alegre (capitale de l'État du Rio Grande do Sul)
- Porto Lucena
- Porto Mauá
- Porto Vera Cruz
- Porto Xavier
- Pouso Novo
- Presidente Lucena
- Progresso
- Protásio Alves
- Putinga

- Quaraí
- Quatro Irmãos
- Quevedos
- Quinze de Novembro

- Redentora
- Relvado
- Restinga Seca
- Rio dos Índios
- Rio Grande
- Rio Pardo
- Riozinho
- Roca Sales
- Rodeio Bonito
- Rolador
- Rolante
- Ronda Alta
- Rondinha
- Roque Gonzales
- Rosário do Sul

### S/X
- Sagrada Família
- Saldanha Marinho
- Salto do Jacuí
- Salvador das Missões
- Salvador do Sul
- Sananduva
- Santa Bárbara do Sul
- Santa Cecília do Sul
- Santa Clara do Sul
- Santa Cruz do Sul
- Santa Maria
- Santa Maria do Herval
- Santa Margarida do Sul
- Santana da Boa Vista
- Santana do Livramento
- Santa Rosa
- Santa Tereza
- Santa Vitória do Palmar
- Santiago
- Santo Ângelo
- Santo Antônio do Palma
- Santo Antônio da Patrulha
- Santo Antônio das Missões
- Santo Antônio do Planalto
- Santo Augusto
- Santo Cristo
- Santo Expedito do Sul
- São Borja
- São Domingos do Sul
- São Francisco de Assis
- São Francisco de Paula
- São Gabriel
- São Jerônimo
- São João da Urtiga
- São João do Polêsine
- São Jorge
- São José das Missões
- São José do Herval
- São José do Hortêncio
- São José do Inhacorá
- São José do Norte
- São José do Ouro
- São José do Sul
- São José dos Ausentes
- São Leopoldo
- São Lourenço do Sul
- São Luiz Gonzaga
- São Marcos
- São Martinho
- São Martinho da Serra
- São Miguel das Missões
- São Nicolau
- São Paulo das Missões
- São Pedro da Serra
- São Pedro das Missões
- São Pedro do Butiá
- São Pedro do Sul
- São Sebastião do Caí
- São Sepé
- São Valentim
- São Valentim do Sul
- São Valério do Sul
- São Vendelino
- São Vicente do Sul
- Sapiranga
- Sapucaia do Sul
- Sarandi
- Seberi
- Sede Nova
- Segredo
- Selbach
- Senador Salgado Filho
- Sentinela do Sul
- Serafina Corrêa
- Sério
- Sertão
- Sertão Santana
- Sete de Setembro
- Severiano de Almeida
- Silveira Martins
- Sinimbu
- Sobradinho
- Soledade

- Tabaí
- Tapejara
- Tapera
- Tapes
- Taquara
- Taquari
- Taquaruçu do Sul
- Tavares
- Tenente Portela
- Terra de Areia
- Teutônia
- Tio Hugo
- Tiradentes do Sul
- Toropi
- Torres
- Tramandaí
- Travesseiro
- Três Arroios
- Três Cachoeiras
- Três Coroas
- Três de Maio
- Três Forquilhas
- Três Palmeiras
- Três Passos
- Trindade do Sul
- Triunfo
- Tucunduva
- Tunas
- Tupanci do Sul
- Tupanciretã
- Tupandi
- Tuparendi
- Turuçu

- Ubiretama
- União da Serra
- Unistalda
- Uruguaiana

- Vacaria
- Vale Verde
- Vale do Sol
- Vale Real
- Vanini
- Venâncio Aires
- Vera Cruz
- Veranópolis
- Vespasiano Correa
- Viadutos
- Viamão
- Vicente Dutra
- Victor Graeff
- Vila Flores
- Vila Lângaro
- Vila Maria
- Vila Nova do Sul
- Vista Alegre
- Vista Alegre do Prata
- Vista Gaúcha
- Vitória das Missões

- Westfalia

- Xangri-lá

## Sources (liens externes)
Note sur les sources des articles :
Pour sourcer les articles ayant trait aux communes du Rio Grande do Sul, il est bon d'utiliser les sites suivants, parce qu'officiels :
- (pt) Federação das Associações de Municípios do Rio Grande do Sul (FAMURS - Fédération des associations de municipalités du Rio Grande do Sul), pour les données générales, historiques, codes postaux, superficies, etc. ;
- (pt) Secretaria do Turismo (SETUR - Secrétariat du Tourisme du Rio Grande do Sul), pour les informations sur les centres d'intérêt des communes ;
- (pt) Departamento Autônomo de Estradas de Rodagem (DAER - Département autonome des routes et chaussées), pour les informations concernant les distances et les voies d'accès ;
- (pt) Atlas socioeconômico do Rio Grande do Sul (Atlas socio-économique du Rio Grande do Sul) : une mine de données et de cartes sur l'État ;
- (pt) Confederação Nacional de Municípios (CNM - Confédération Nationale de Municipalités), pour les données générales, historiques, codes postaux, superficies, etc. (national) ;
- (pt) Bibliothèque virtuelle de l'Institut brésilien de géographie et de statistiques (cliquer sur le lien Documentação Territorial do Brasil), pour trouver des données historiques plus fournies que les précédentes, si elles existent ; peuvent se regrouper avec celles de la FAMURS, du SETUR et de la CNM (national) ;
- (pt) Codes téléphoniques, pour trouver tous les indicatifs de zone téléphonique du pays (national) ;
- (pt) Recensement de la population des communes du Brésil au 01-04-2007 (national) ;
- (pt) Infos supplémentaires : cartes simple et en PDF, et informations sur l'État (national) ;
- (pt) Infos sur les municipalités du Brésil (national) ;